# Francisco Jambrina
Francisco Jambrina,   (La Rioja, 3 dicembre 1902 – Città del Messico, 21 gennaio 1967), è stato un attore e regista spagnolo naturalizzato messicano.

## Filmografia
- El pulpo humano, regia di Jorge Bell (1934)
- Mujeres sin alma, regia di Ramón Peón (1934)
- Malditas serán las mujeres, regia di Ramón Peón (1934)
- No basta ser madre, regia di Ramón Peón (1937)
- Padre Mercader, regia di Luis Amendolla (1938)
- Cada loco con su tema, regia di Juan Bustillo Oro (1939)
- El crimen del expreso, regia di Manuel Noriega (1939)
- Ahí está el detalle, regia di Juan Bustillo Oro (1940)
- Simón Bolívar, regia di Miguel Contreras Torres (1942)
- El verdugo de Sevilla, regia di Fernando Soler (1942)
- Il forzato di Tolone (Los miserables), regia di Fernando A. Rivero (1943)
- Gran Casino o En el viejo Tampico, regia di Luis Buñuel (1947)
- Il grande teschio (El gran calavera), regia di Luis Buñuel (1949)
- I figli della violenza (Los olvidados), regia di Luis Buñuel (1950)
- El hermano Pedro, regia di Miguel Contreras Torres (1967)
- Santo el enmascarado de plata vs los villanos del ring, regia di Alfredo B. Crevenna (1968)